# Stowarzyszenie Upamiętniania Polaków Pomordowanych na Wołyniu

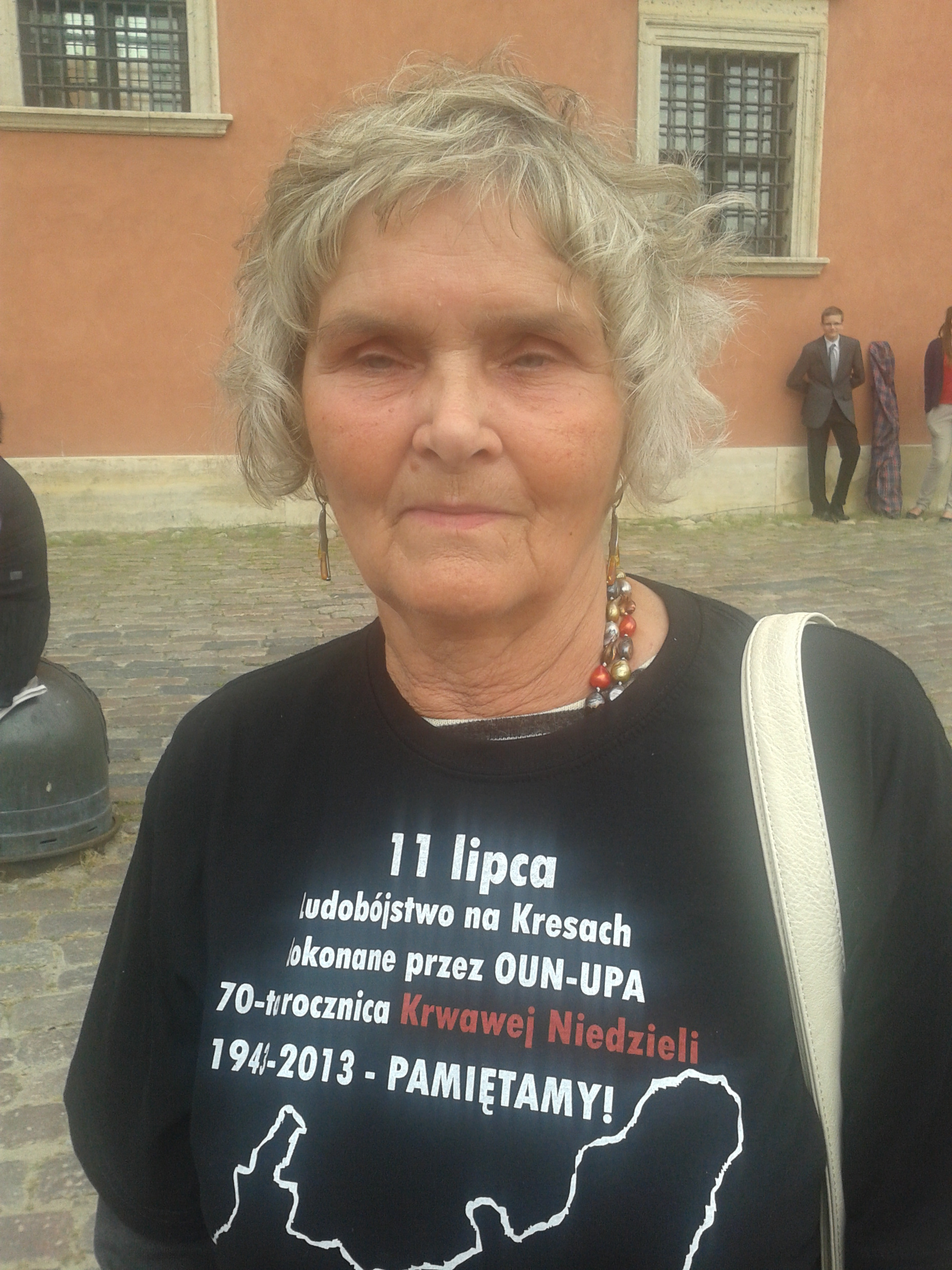
Wieloletnia przewodnicząca Stowarzyszenia Janina Kalinowska (1935-2021).

Stowarzyszenie Upamiętniania Polaków Pomordowanych na Wołyniu – organizacja pozarządowa, której celem jest upamiętnianie ofiar rzezi wołyńskiej.

## Działalność
Stowarzyszenie rozpoczęło działalność 5 maja 1992 otwierając w zamojskiej Rotundzie kryptę ku czci Polaków zamordowanych na Wołyniu. W krypcie znajdują się tablice z nazwiskami kilku tysięcy ofiar, urna z ziemią zabraną z miejsc martyrologii wołyńskich Polaków oraz wystawa zdjęć z ekshumacji w Ostrówkach.
Stowarzyszenie w latach 1992-2003 przy wsparciu Rady Ochrony Pamięci Walk i Męczeństwa ustawiło w miejscach największych zbrodni UPA na Wołyniu 31 dziesięciometrowych krzyży. W ten sposób upamiętniono ponad 10 tys. Polaków, którzy zginęli w tych miejscowościach.
Gromadzi wspomnienia dawnych mieszkańców Wołynia i zdaniem Ewy Siemaszko zebrało "pokaźny" zbiór dowodów zbrodni OUN-UPA
Stowarzyszenie bierze udział w porządkowaniu cmentarzy na Wołyniu i restaurowaniu kwatery żołnierzy Wojska Polskiego we Włodzimierzu Wołyńskim, organizuje spotkania ze świadkami ludobójstw oraz zjazdy dawnych mieszkańców Kresów i ich potomków, w tym doroczne uroczystości, odbywające się w drugą niedzielę czerwca w kościele garnizonowym św. Jana Bożego w Zamościu. 
W 2013 Stowarzyszenie otrzymało nagrodę Kustosza Pamięci Narodowej.
10 czerwca 2018 r. dzięki staraniom Stowarzyszenia na cmentarzu parafii katedralnej przy ul. Peowiaków w Zamościu odsłonięto pomnik, na którym znalazł się napis: „W hołdzie Polakom z Kresów Południowo-Wschodnich II RP zamordowanym przez  ukraińskich nacjonalistów w latach 1939-1947, ofiarom ludobójstwa na Wołyniu i w Małopolsce Wschodniej, matkom, ojcom, dzieciom, starcom i duchowieństwu, zgładzonym ze szczególnym okrucieństwem dlatego, że byli Polakami”.
W 2021 r. przewodnicząca Stowarzyszenia Janina Kalinowska została członkiem Honorowego Komitetu Budowy Pomnika "Rzeź Wołyńska" w Domostawie autorstwa Andrzeja Pityńskiego.

## Liczba członków
W 1998 roku liczyło ponad 2 tys. członków. W 2008 roku liczba członków Stowarzyszenia wynosiła około 1 tys.